# Bilal Tabti
Bilal Tabti , né le 7 juin 1993 à Jijel, est un athlète algérien, spécialiste du 3 000 m steeple.

## Biographie
Auteur d'un record personnel en 8 min 21 s 15 en juin 2015 à Amiens, il atteint la finale des championnats du monde 2015 à Pékin. 
En 2022 il est vainqueur aux Jeux méditerranéens d'Oran.

## Palmarès
| Date | Compétition              | Lieu    | Résultat | Épreuve     | Temps         |
| ---- | ------------------------ | ------- | -------- | ----------- | ------------- |
| 2015 | Championnats du monde    | Pékin   | 13e      | 3 000 m st. | 8 min 29 s 04 |
| 2017 | Championnats du monde    | Londres | finale   | 3 000 m st. | DQ            |
| 2019 | Jeux mondiaux militaires | Wuhan   | 2e       | 3 000 m st. | 8 min 27 s 71 |
| 2022 | Jeux méditerranéens      | Oran    | 1er      | 3 000 m st. | 8 min 22 s 79 |
| 2023 | Jeux panarabes           | Oran    | 2e       | 3 000 m st. | 8 min 25 s 32 |

## Records
| Épreuve         | Performance   | Lieu   | Date         |
| --------------- | ------------- | ------ | ------------ |
| 3 000 m steeple | 8 min 20 s 20 | Amiens | 10 juin 2017 |